# Meitner (inslagkrater)
Meitner is een inslagkrater op Venus. Meitner werd in 1979 genoemd naar de Oostenrijks natuurkundige Lise Meitner (1878-1968).
De krater is met een diameter van 149 kilometer de derde grootste krater op de planeet (na Mead, 270 km en Isabella, 175 km) en bevindt zich in het quadrangle Mylitta Fluctus (V-61) ten oosten van Lavinia Planitia en ten zuiden van Morrigan Linea.
De cirkelvormige krater met een dubbele wand is gelegen in een vlakke vulkanische vlakte en wordt omgeven door aardverschuivingen van ejecta die helder te zien zijn op het radarbeeld. De richels die naar het zuidwesten over de vlakte lopen, lijken van voor de kraterinslag te dateren.